# Fernand Letessier
Fernand Letessier  (* 10. September 1914 in Le Mans; † 20. November 1987 ebenda) war ein französischer Romanist und Herausgeber.

## Leben und Werk
Letessier besuchte Gymnasien in Le Mans und Rennes. Er studierte in Caen und an der Sorbonne und bestand 1938 die Agrégation im Fach Grammaire. Nach Kriegsdienst war er von 1940 bis zur Pensionierung 1974 Gymnasiallehrer am Lycée Montesquieu in Le Mans. Er besorgte anerkannte Ausgaben der großen französischen Romantiker Lamartine, Chateaubriand und Victor Hugo. Letessier war Offizier  im Ordre des Palmes Académiques.

## Werke (Herausgeber)

### Chateaubriand
- Atala, Paris, Hatier, 1954 (Classiques Hatier 19, mehrere Auflagen).
- Mémoires d'outre-tombe. Extraits, 2 Bde., Paris, Hatier, 1954, 1966 (Classiques Hatier 44–45, mehrere Auflagen).
- Vie de Rancé, 2 Bde., Paris, Didier, 1955 (Société des textes français modernes, kritisch).
- Chateaubriand. Textes choisis à l'usage de la classe de Troisième, Paris, Hatier, 1955 (Classiques Hatier 612, mehrere Auflagen).
- René. Les Natchez. Voyage en Amérique, Paris, Hatier, 1956 (Classiques Hatier 511, mehrere Auflagen).
- Atala. René. Les Aventures du dernier Abencérage, Paris, Garnier, 1958, 1962, 1965, 1970 (Classiques Garnier); Levallois-Perret, Cercle du bibliophile, 1969.
- Itinéraire de Paris à Jérusalem, Paris, les Productions de Paris, 1963.

### Victor Hugo
- Hernani, ou l'honneur Castillan, Paris, Angelo Signorelli, 1961.
- Ruy Blas, Paris, Angelo Signorelli, 1963.

### Lamartine
- Méditations, Paris, Garnier, 1968, 1975, 1980 (Classiques Garnier).